# BYD Auto

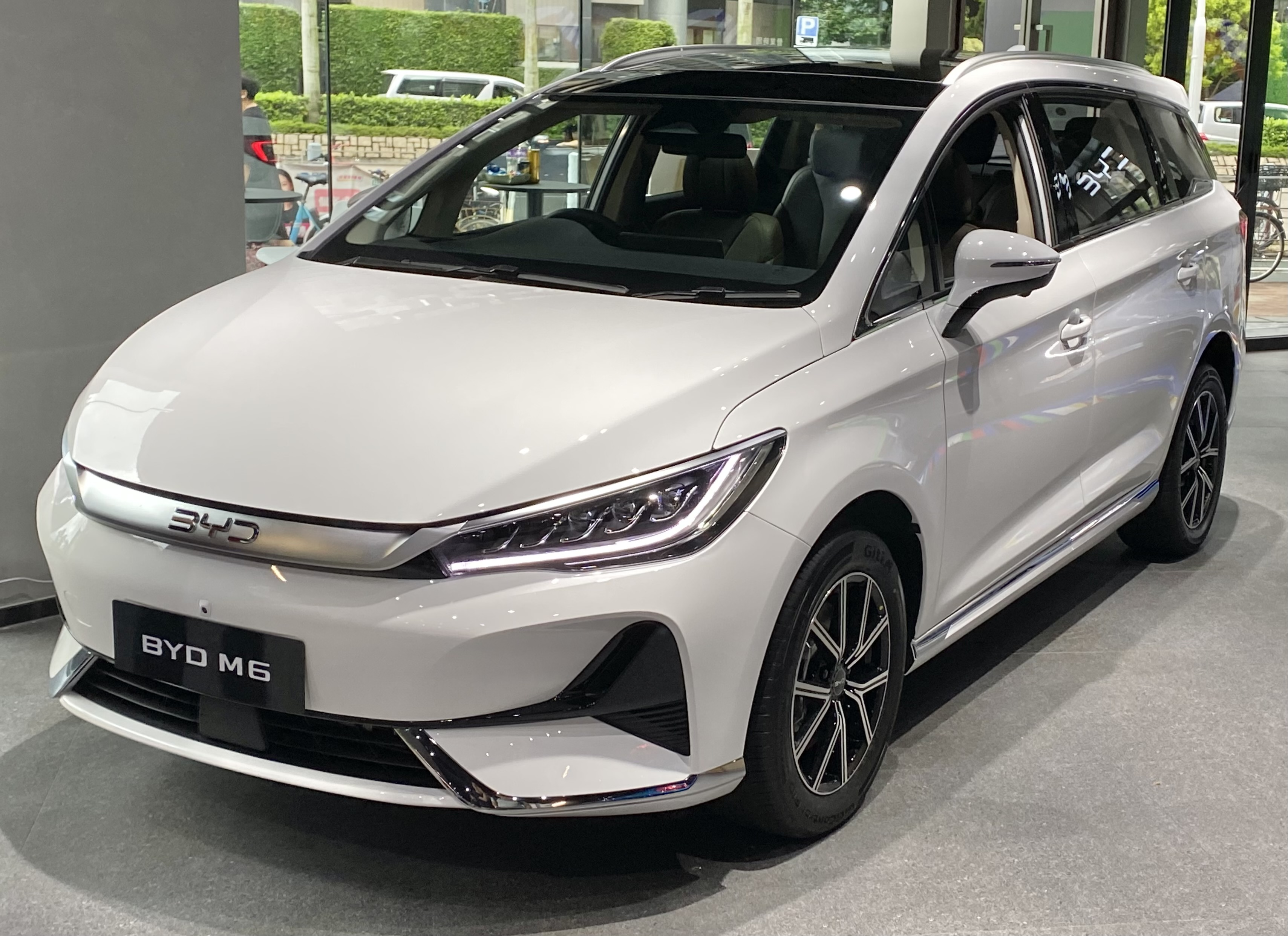
2024 BYD M6 (BEV)

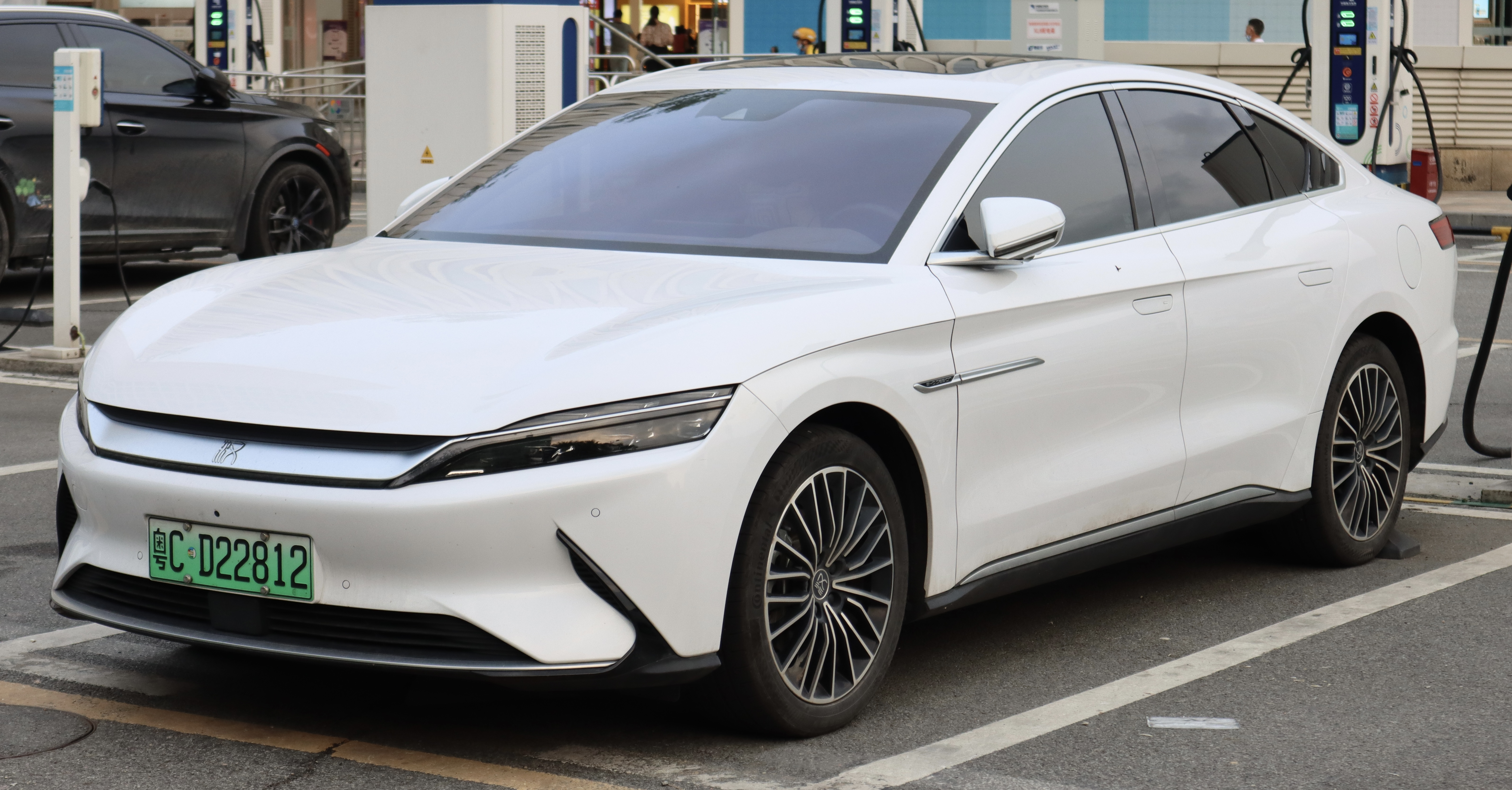
2020 BYD Han EV

Công ty TNHH BYD Auto (tiếng Trung: 比亚迪汽车; bính âm: Bǐyàdí Qìchē) là thương hiệu sản xuất ô tô của Công ty TNHH BYD, một công ty đại chúng đa quốc gia của Trung Quốc. BYD Auto chuyên sản xuất các loại xe điện dùng pin (BEV), xe lai sạc điện (PHEV) - gọi chung là xe năng lượng mới (NEV), xe buýt và xe tải điện. Bên cạnh thương hiệu chính BYD, công ty còn bán một số dòng xe cao cấp dưới các thương hiệu Denza, Yangwang và Fangchengbao.

## Lịch sử
BYD Auto được nhà sáng lập BYD Vương Truyền Phúc phát triển vào tháng 1 năm 2003 sau khi mua lại hãng Xi'an Qinchuan Automobile. Mẫu xe đầu tiên do BYD thiết kế, BYD F3, đi vào sản xuất năm 2005. Tới năm 2008, hãng ra mắt xe lai sạc điện đầu tiên BYD F3DM, sau đó là xe điện dùng pin đầu tiên BYD e6 vào năm 2009.
Kể từ năm 2020, BYD Auto có sự tăng trưởng doanh số đáng kể nhờ vào nhu cầu dùng xe NEV tăng tại Trung Quốc. Năm 2021, công ty mở rộng thị trường ra nước ngoài, bao gồm châu Âu, châu Đại Dương, châu Mỹ Latinh và khu vực Đông Nam Á. Tháng 3 năm 2022, BYD ngừng sản xuất xe chỉ sử dụng động cơ đốt trong để tập trung vào các loại xe năng lượng mới.
Trong quý 4 năm 2023, BYD trở thành nhà sản xuất xe điện dùng pin bán chạy nhất thế giới, vượt qua Tesla. BYD cũng là thương hiệu ô tô bán chạy nhất tại Trung Quốc năm 2023, vượt qua Volkswagen, hãng đã giữ danh hiệu này kể từ khi ngành công nghiệp ô tô Trung Quốc được tự do hóa. BYD là nhà sản xuất ô tô có giá trị cao thứ ba trên thế giới, tính theo vốn hóa thị trường.

## Thương hiệu
Logo đầu tiên của BYD được dùng từ năm 2003 tới 2007, hai màu xanh trắng được công ty quảng cáo là tượng trưng cho bầu trời và mây. Nhiều ý kiến cho rằng logo này tương tự BMW. Từ năm 2017, cùng với sự ra đời của dòng xe BYD F1 (sau này đổi thành F0), hãng dùng logo của công ty mẹ, sử dụng tới 2021.
Ngày 1 tháng 1 năm 2021, BYD Auto dùng logo mới với thiết kế cách điệu và đơn giản hơn. Ngày 17 tháng 2 năm 2022, logo sử dụng lại màu đỏ truyền thống.
Ban đầu "BYD" không có ý nghĩa cụ thể, tới năm 2008, công ty đặt thêm khẩu hiệu "Build Your Dreams" (tạm dịch: xây đắp ước mơ) khi tham gia Triển lãm Ô tô Quốc tế Bắc Mỹ tại Hoa Kỳ. Năm 2017, cùng với sự phát hành của dòng BYD Tang thế hệ thứ hai, hãng bắt đầu đưa khẩu hiệu "Build Your Dreams" lên tất cả các đuôi xe. Truyền thống này đã dừng lại vào năm 2023 và thay bằng "BYD" như trước, sau khi chịu nhiều ý kiến trái chiều.

### Thiết kế

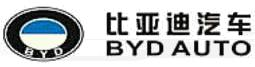
2003–2007
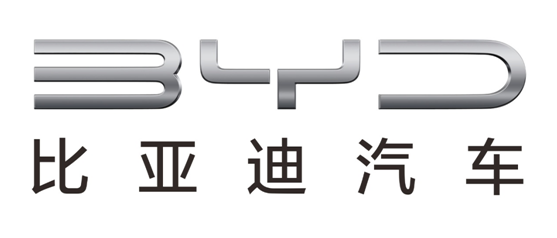
2021–2022 (chữ lớn hơn logo hiện tại)
2022–nay

### Thương mại
Tháng 12 năm 2016, diễn viên Leonardo DiCaprio là đại sứ thương hiệu toàn cầu cho BYD. Tháng 1 năm 2024, BYD ký hợp đồng với Liên đoàn UEFA để trở thành nhà đồng hành cho giải vô địch bóng đá châu Âu 2024, thay thế đối thủ Volkswagen. Tháng 10 năm 2024, BYD là đối tác chiến lược toàn cầu cho trò chơi điện tử Black Myth: Wukong của Game Science, là nhà đồng hành ô tô độc quyền của hãng.